# Six Feet Down Under
Six Feet Down Under és un EP en directe d'edició limitada realitzat per la banda estatunidenca Metallica. Fou publicat el 20 de setembre de 2010 per Universal Music Group. El disc conté gravacions en directe de vuit cançons que la banda mai ha publicat.

## Llista de cançons
| Núm.          | Títol                        | Enregistrament                                       | Durada |
| ------------- | ---------------------------- | ---------------------------------------------------- | ------ |
| 1.            | «Eye of the Beholder»        | 4 de maig de 1989, Festival Hall, Melbourne          | 6:33   |
| 2.            | «...And Justice for All»     | 4 de maig de 1989, Festival Hall, Melbourne          | 9:53   |
| 3.            | «Through the Never»          | 8 d'abril de 1993, Entertainment Centre, Perth       | 3:40   |
| 4.            | «The Unforgiven»             | 4 d'abril de 1993, National Tennis Centre, Melbourne | 7:02   |
| 5.            | «Low Man's Lyric» (Acústica) | 11 d'abril de 1998, Entertainment Centre, Perth      | 7:00   |
| 6.            | «Devil's Dance»              | 12 d'abril de 1998, Entertainment Centre, Perth      | 5:49   |
| 7.            | «Frantic»                    | 21 de gener de 2004, Entertainment Centre, Sydney    | 7:46   |
| 8.            | «Fight Fire with Fire»       | 19 de gener de 2004, Entertainment Centre, Brisbane  | 5:09   |
| Durada total: | Durada total:                | Durada total:                                        | 52:47  |

## Crèdits
- James Hetfield − cantant, guitarra rítmica
- Lars Ulrich − bateria
- Kirk Hammett − guitarra principal, veus addicionals
- Jason Newsted − baix, veus addicionals (cançons 1−6)
- Robert Trujillo − baix, veus addicionals (cançons 7−8)